# Tour d'observation d'Aulanko
La tour d'observation d'Aulanko (finnois : Aulangon näkötorni) est une tour d'observation située à Aulanko dans la municipalité d'Hämeenlinna en Finlande,
.

## Présentation

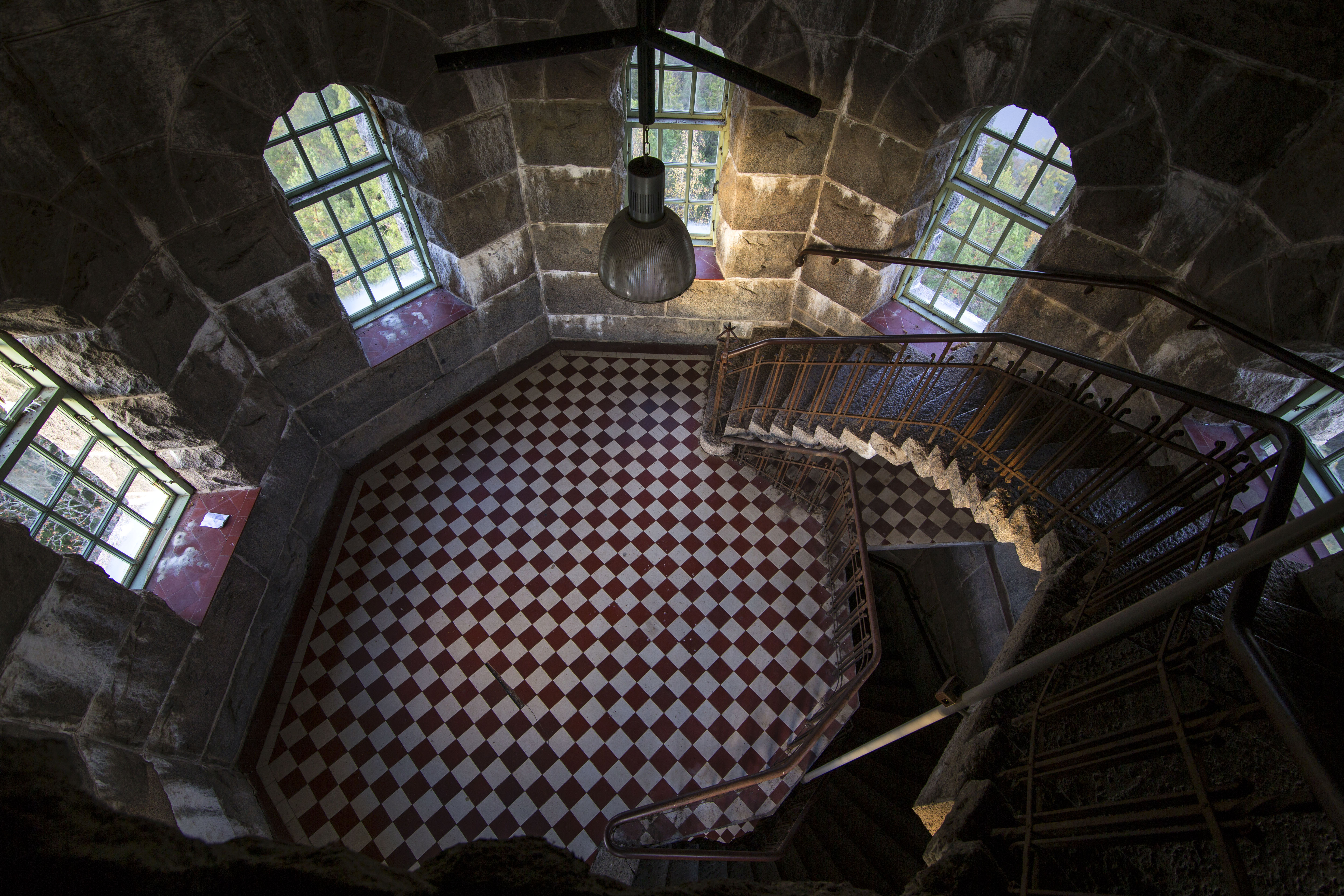
Intérieur de la tour.

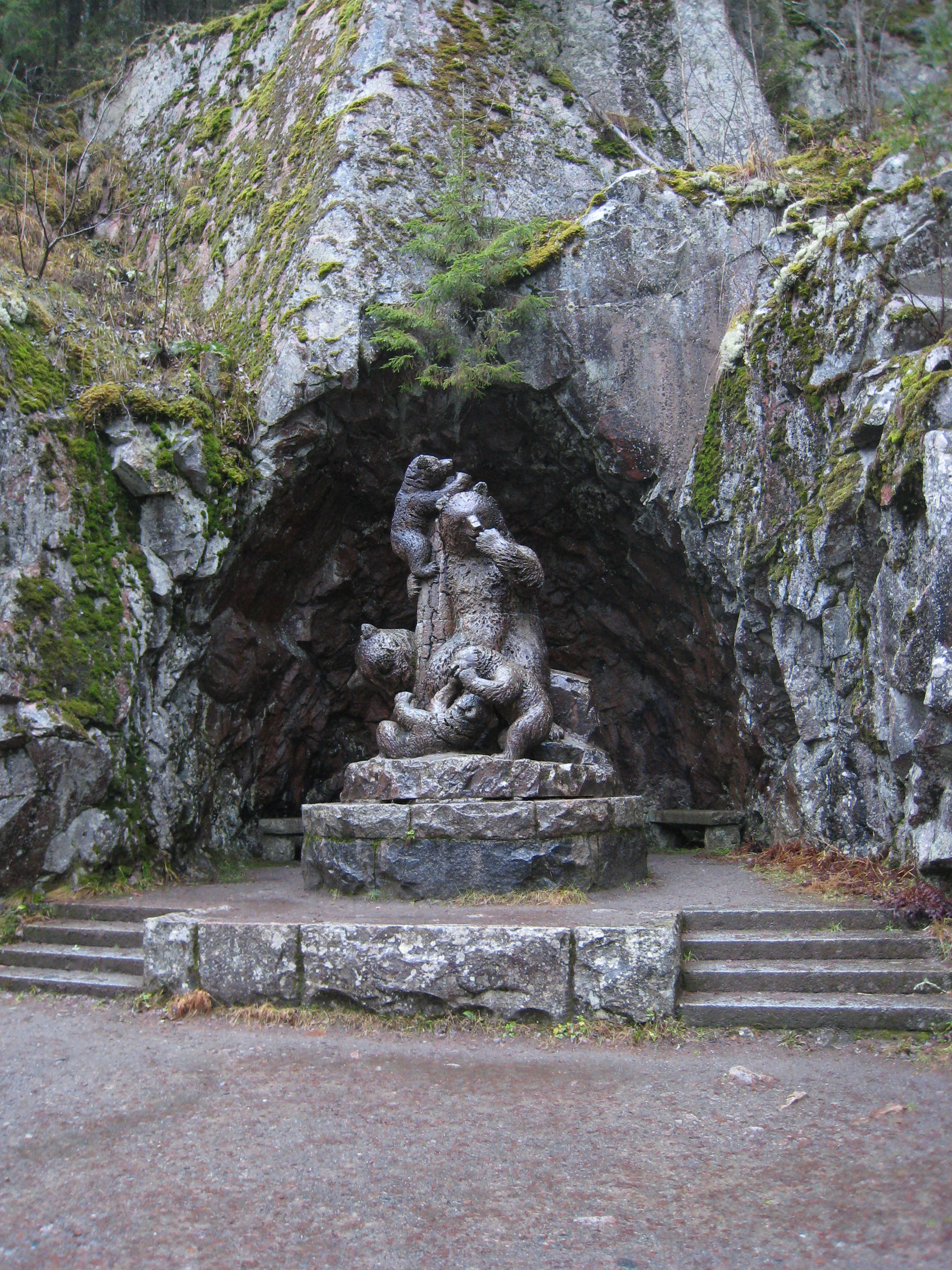
Statue d'ours par Robert Stigell.

Des fouilles et recherches préhistoriques ont permis de découvrir une résidence de l'âge du fer et un cimetière de l'âge du fer  dans la zone d'Aulanko. 
On pense que la montagne abritait une forteresse défensive et un lieu de culte de l'époque païenne.
Le but du château d'Aulanko était de servir de refuge à la population de la zone en cas de danger. Les pentes fortement abruptes menant  dans trois directions facilitaient sa défense. L'ancien château a probablement été détruit vers 1250, lorsque les envahisseurs suédois ont commencé à construire le château du Häme, qui garde la voie navigable du Vanajavesi.
Dans les années 1840, une route est construite vers Aulanko, le long de laquelle on pouvait admirer le paysage du haut des falaises. 
Le premier pavillon d'observation en bois sur les hauteurs d'Aulanko est construit dès la fin du XIXe siècle. La zone est alors une destination d'excursion populaire.
La tour d'observation est construite pour le colonel Hugo Standertskjöld, propriétaire du manoir Karlberg à Aulanko.
Construite en 1906-1907 à l'autre bout du manoir de Karlberg, la tour de guet octogonale, a autrefois suscité un grand étonnement. On dit que le colonel Hugo Standertskjöld était particulièrement friand de toutes sortes de structures en pierre et de travaux de carrière. 
La tour d'observation est son projet le plus ambitieux.
Conçue par l'architecte Waldemar Aspelin la tour  est achevée le 11 août 1907.
La tour du mont Aulanko est à 150 mètres d'altitude et à 70 mètres au-dessus de la surface du lac Aulanko. La tour de 33 mètres de haut surplombe la vallée du Vanajavesi, l'un des paysages nationaux de Finlande.
Le paysage national, qui s'ouvre depuis la tour de guet d'Aulangonuori, attire environ 90 000 visiteurs par an et l'ensemble de la forêt du parc jusqu'à 400 000 visiteurs,.
Au pied de la tour d'observation se trouve un café et une terrasse, construite en 1934, qui surplombe le lac Aulangonjärvi.
Sous la terrasse se trouve une fresque, sur le thème de la chasse, peinte par Lennart Segerstråle la même année.
Un escalier en pierre descend à flanc de l'Aulangonvuori, et mène à une grotte abritant une statue d'ours sculptée en 1905 par Robert Stigell.
La tour d'observation est ouverte tous les jours d'été de 8 à 19 heures.

## Galerie

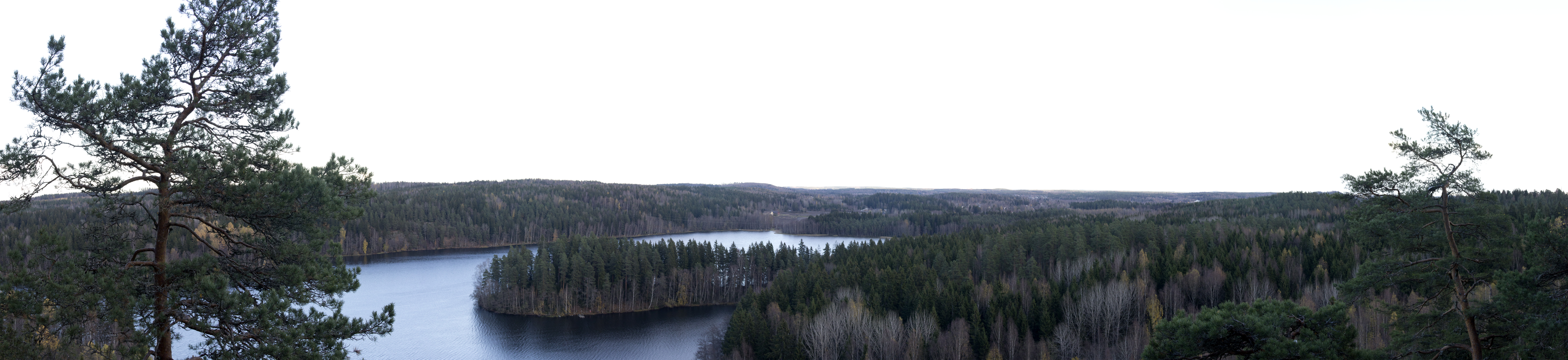
Le lac Aulangonjärvi vu de la tour d'observation.